# Euphrosine Beernaert
Euphrosine Beernaert (Ostende, 11 de abril de 1831 - Ixelles, 7 de julio de 1901) fue una pintora de paisaje neerlandesa.
Beernaerts nació en Ostendeen en 1831, y estudió con el pintor Pierre-Louis Kuhnen en Bruselas. Viajó a Alemania, Francia, e Italia, y expuso su obras de paisajes en Bruselas, Amberes, y París, sus temas favoritos eran los paisajes neerlandeses. En 1873, ganó una medalla en Viena; una medalla de oro en 1875 en el Salón de Bruselas y otras medallas en Filadelfia (1876), Sídney (1879), y Teplice (1879). Fue condecorada como Caballero de la Orden de Leopold de Bélgica en 1881. En 1878, se mostraron en París los siguientes cuadros: Lisiere de bois dans les Dunas (Zelande), Le Village de Domburg (Zelande), y Interieur de bois a Oost-Kapel (Holland). Otros trabajos conocidos son Die Campine y Aus der Umgebung von Oosterbeck.